# Microregiunea Monor
Microregiunea Monor (în maghiară Monori kistérség) a fost o microregiune statistică (kistérség) din județul Pest, Ungaria.
Cu o populație de 112.907 locuitori și o suprafață de 449,55 km2, aceasta a existat până în 2014, când în Ungaria, microregiunile ”kistérségek” au fost înlocuite de districte (járások).